# Die Gegenwart (Zeitung, 1867–1870)
Die Gegenwart war eine deutschsprachige jüdische Wochenzeitung, die von 1867 bis 1870 in Prag in Österreich-Ungarn erschienen ist. Das von Jakob Brandeis herausgegebene Interessenblatt bot Nachrichten zu aktuellen Debatten, zu den jüdischen Gemeinden in Prag, der Habsburgermonarchie und im Ausland, einen Feuilletonteil, Berichte über die Aktivitäten verschiedener Organisationen und Persönlichkeiten sowie biographische Skizzen. Brandeis unterstützte die Anliegen des gemäßigten liberalen Judentums und äußerte sich kritisch über orthodoxe Bestrebungen. Diese Positionierung sowie seine optimistische Einschätzung, wonach die Gleichstellung der Juden in der Habsburgermonarchie immer mehr Fortschritte machte, setzten ihn und Die Gegenwart jedoch heftiger Kritik aus. Die Gründe für die Einstellung der kommerziell anscheinend erfolgreichen Zeitung sind in der Presseforschung nicht bekannt. 